# 異名 (文學技巧)
異名（英語：Heteronymy）源自希臘文ἑτερωνυμία'(eteros =不同; + onoma =名)。做為一個文學的概念，「異名」是由葡萄牙作家和詩人費爾南多·佩索阿所發明的。它指的是作者以不同的風格所創造出來的虛構性格。佩索阿創造了三個最廣為人知的「異名者」（heteronyms），他們有著不同的閱歷、性格與人生哲學，分別是Álvaro de Campos、Ricardo Reis和Alberto Caeiro。